# Borderland (circonscription électorale)
Pour les articles homonymes, voir Borderland.
Circonscription électorale provinciale du Canada
Borderland est une circonscription électorale provinciale du Manitoba (Canada).
Le nom provient de la proximité de la circonscription avec la frontière canado-américaine, particulièrement avec le Dakota du Nord.
Créée lors du redécoupage de 2018, cette circonscription est issue de parties de Emerson et de Morden-Winkler.

## Liste des députés
| Borderland | Borderland   | Borderland                | Borderland     | Borderland  | Borderland |
| Nom        | Nom          | Parti                     | Mandat         | Législature |            |
| ---------- | ------------ | ------------------------- | -------------- | ----------- | ---------- |
|            | Josh Guenter | Progressiste-conservateur | 2019 - 2023    | 42e         |            |
|            | Josh Guenter | Progressiste-conservateur | 2023 - présent | 43e         |            |